# Robert Ruark
Robert Chester Ruark (* 29. Dezember 1915 in Wilmington (North Carolina), USA; † 1. Juli 1965 in London, England) war ein US-amerikanischer Kolumnist und Autor.

## Leben
Ruark wurde in Wilmington, North Carolina, als Sohn eines Buchhalters in einem Großhandelsunternehmen geboren. Trotz der finanziellen Schwierigkeiten zur Zeit der Depression am Anfang der 1930er Jahre konnte er die University of North Carolina at Chapel Hill besuchen. Dort studierte er unter anderem auch das Fach Journalismus. Seine erste Beschäftigung fand er im Rahmen der Works Progress Administration, einem Programm der Regierung Roosevelt zur Bekämpfung der Arbeitslosigkeit. Dort arbeitete er als Buchhalter, wurde jedoch bald entlassen. Danach ging er zur Handelsmarine und arbeitete anschließend für zwei kleine Zeitungen in North Carolina.
1936 fand Ruark als Copy boy Anstellung bei einer Boulevardzeitung des Medienunternehmers E. W. Scripps in Washington, D.C., der The Washington Daily News. Hier wurde er in kurzer Zeit der bekannteste Sportreporter. 1938 heiratete er die Innenarchitektin Verginia Webb, von der er 1963 geschieden wurde. Im Zweiten Weltkrieg wurde er als Leutnant zur See zur United States Navy eingezogen. In dieser Eigenschaft war er zehn Monate lang  Batteriechef bei verschiedenen Konvois auf dem Atlantik und dem Mittelmeer.
Nach Ruarks Rückkehr aus dem Weltkrieg arbeitete er weiter für Zeitungen der Scripps-Verlagsgruppe. Aus dieser Zeit stammen viele Kolumnen, die auch in zweien seiner ersten Bücher veröffentlicht wurden. Zur gleichen Zeit entstanden seine ersten literarischen Versuche, die zuerst in Literaturzeitschriften veröffentlicht wurden und 1947 sein erster Roman Grenadine Etching.
Ruarks Erlebnisse auf seiner ersten Safari in Ostafrika schilderte er in Horn of the Hunter. Mit Hilfe seines Führers auf den Safaris, Harry Selby, wurde seine nächste Safari in einem einstündigen Dokumentarfilm Africa Adventure festgehalten. Von 1953 bis 1961 schrieb er für die Zeitschrift Field & Stream eine Serie von Artikeln, die teilweise autobiografisch sind und in zwei Büchern veröffentlicht wurden. Zwei der folgenden Romane des Autors befassten sich in der Folge mit dem Unabhängigkeitskampf der Völker Ostafrikas, so im Mau-Mau-Aufstand.
1960 zog sich Ruark nach Spanien, in die damals kleine Küstensiedlung Sant Antoni de Calonge zurück. Er starb 1965 in London an Leberzirrhose und wurde im spanischen Palamós beerdigt.

## Veröffentlichungen
- 1947: Grenadine Etching.
- 1949: I Didn't Know It Was Loaded.
- 1949: One for the Road.
- 1952: Grenadine's Spawn
- 1953: Horn of the Hunter.
  - deutsch von Werner Schmitz: Der Blick des Büffels. Parey, 2013, ISBN 978-3-897-15509-1.
- 1955: Something of Value.
  - deutsch von Egon Strohm: Die schwarze Haut, Roman. Blanvalet, Berlin 1957.
- 1957: The Old Man and the Boy.
  - deutsch von Werner Schmitz: Der Junge und der Jäger. Kosmos, Stuttgart 2012, ISBN 978-3-440-13326-2.
- 1959: Poor No More.
  - deutsch von Werner von Grünau: Nie mehr arm, Roman. Blanvalet, Berlin 1960.
- 1969: The Old Man's Boy Grows Older. Holt, Rinehart and Watson, New York City.
- 1962: Uhuru.
  - deutsch von Egon Strohm: Uhuru. Roman des heutigen Afrika. Blanvalet, Berlin 1962.
- 1965: The Honey Badger.
  - deutsch von Egon Strohm: Der Honigsauger, Roman. Blanvalet, Berlin 1966.
- 1966: Hrsg. Stuart Rose: Use Enough Gun.
  - deutsch von Egon Strohm und Werner von Grünau: Safari. Blanvalet, Berlin 1968.
- 1967: herausgegeben von Joan Fulton: Women, New American Library, New York City 1967.
- 2014 Die Lady und der Leopard. Parey, 2014, ISBN 978-3-897-15566-4.  Ins Deutsche übersetzt und ausgewählt aus den folgenden zwei postum-Titeln Ruarks von Werner Schmitz:
  - 1991: Robert Ruark's Africa.
  - 1996: The Lost Classics

## Filmografie
- als Regisseur, Drehbuchautor und Erzähler: Africa Adventure, 1955–1956